# Krzysztof Bień (aktor)
Krzysztof Bień (ur. 31 marca 1957 w Gnieźnie) – polski aktor.
Zadebiutował w 1977 rolą Gladiatora w spektaklu „Androkles i lew” George’a Bernarda Shawa w na scenie Teatru im. C.K. Norwida w Jeleniej Górze, z którym był związany do 1980. W 1984 ukończył studia PWST we Wrocławiu. Następnie występował w Teatrze im. Wandy Siemaszkowej w Rzeszowie (1984), w Teatrze im. Stefana Jaracza w Olsztynie (w latach 1984–85 i 1997–98) oraz w Teatrze Miejskim w Gdyni (1985–88). W latach 1988–97 przebywał za granicą. Po powrocie z Australii (1997) w Teatrze im. Stefana Jaracza w Olsztynie zagrał min. Hamma w „Końcówce” Samuela Becketta, a od 2000 współpracuje z Teatrem Polskim w Szczecinie. Ostatnio etatowo był związany z Teatrem Polskim w Bydgoszczy (2004–2007). W 2006 roku zagrał także w Teatrze Telewizji w „Śmierci rotmistrza Pileckiego” Ryszarda Bugajskiego w roli mecenasa Lecha Buszkowskiego.
Brał udział w filmie Marka Kondrata Prawo ojca, jako inspektor Hoffman (1999)
Polskim widzom znany jest głównie z seriali telewizyjnych.

## Filmografia
| Filmy |                             |                               |                   |
| Rok   | Tytuł                       | Rola                          | Uwagi             |
| 1999  | Prawo ojca                  | Hofman, inspektor policji     |                   |
| 2000  | Prymas. Trzy lata z tysiąca | strażnik w Stoczku Warmińskim |                   |
| 2001  | Blok.pl                     | policjant                     |                   |
| 2009  | Miasto z morza              | inżynier                      |                   |
| 2010  | 1 000 000 $                 |                               |                   |
| 2020  | Zorza II nad Gdańskiem      | lektor                        | film dokumentalny |

| Produkcje telewizyjne |                              | |                                               |
| Rok                   | Tytuł                        | Rola | Uwagi                                         |
| 1987, 2000            | Dom                          | współprowadzący losowanie nagród rzeczowych PKO / strażnik w hucie „Katowice”                                           | serial telewizyjny, odcinki: 12, 23           |
| 2000                  | Twarze i maski               | Ryszard Grodzki, kierownik literacki Teatru Miejskiego                                                                  | serial telewizyjny, odcinek: 4                |
| 2002–2003             | Plebania                     | Wiktor Groblewski | serial telewizyjny, odcinki: 141-149, 334-340 |
| 2002–2010             | Samo życie                   | mecenas Tomasz Malicki, pełnomocnik Kacpra Szpunara                                                                     | serial telewizyjny                            |
| 2003                  | Fala zbrodni                 | właściciel sklepu | serial telewizyjny, odcinek: 6                |
| 2004                  | Pierwsza miłość              | adwokat, m.in. pełnomocnik gangstera Michała Tomaszewskiego / właściciel lombardu, który oszukał Oskara Korzeniowskiego | serial telewizyjny, dwie role                 |
| 2005–2006             | Magda M.                     | sędzia | serial telewizyjny, odcinki: 8, 20, 21        |
| 2005                  | Bulionerzy                   | prawnik Chińczyka | serial telewizyjny, odcinek: 41               |
| 2006                  | Śmierć rotmistrza Pileckiego | mecenas Lech Buszkowski                                                                                                 | spektakl telewizyjny                          |
| 2006–2007             | M jak miłość                 | mecenas Teodor Leszczyński, ojciec Adama                                                                                | serial telewizyjny                            |
| 2006                  | Fałszerze – powrót Sfory     | bankowiec | serial telewizyjny, odcinek: 8                |
| 2007                  | Kryminalni                   | Cholica | serial telewizyjny, odcinek: 85               |
| 2007                  | Egzamin z życia              | Waldemar Prokop | serial telewizyjny, odcinek: 73               |
| 2007                  | Dwie strony medalu           | urzędnik Urzędu Skarbowego                                                                                              | serial telewizyjny, odcinek: 81               |
| 2008                  | Złodziej w sutannie          | oficer SB | spektakl telewizyjny                          |
| 2008                  | O prawo głosu                | Adam Ciołkosz | spektakl telewizyjny                          |
| 2008, 2011            | Na dobre i na złe            | neurochirurg / dr Janusz Komperda                                                                                       | serial telewizyjny, odcinki: 332, 455         |
| 2008                  | Na Wspólnej                  | klient | serial telewizyjny, odcinek: 991              |
| 2008                  | Czas honoru                  | mężczyzna rozstrzelany w masowej egzekucji                                                                              | serial telewizyjny, odcinki: 1, 13            |
| 2009                  | Sprawiedliwi                 | Julian Piasecki, wiceminister komunikacji                                                                               | serial telewizyjny, odcinek: 1                |
| 2009, 2011, 2017      | Ojciec Mateusz               | Cezary Noszczyk / Bogdan Nalberczak, emerytowany nauczyciel fizyki / konserwator                                        | serial telewizyjny, odcinki: 26, 87, 221      |
| 2009                  | Miasto z morza               | inżynier | serial telewizyjny, odcinek: 3                |
| 2011                  | Układ warszawski             | redaktor naczelny | serial telewizyjny, odcinek: 7                |
| 2021                  | Stulecie Winnych             | ksiądz udzielający ślubu Andzi i Stanisławowi                                                                           | serial telewizyjny, odcinek: 27               |